# 安都陵
安都陵是中国五胡十六国时成汉皇帝李雄的陵墓，位于四川省成都市武侯区。封土呈驼峰形，现高度约为5米，陵墓周长约60米。地面无任何建筑。